# پین لیک (جورجیا)
پین لیک، جورجیا (به انگلیسی: Pine Lake, Georgia) یک شهر در ایالات متحده آمریکا با جمعیت ۷۳۰ نفر است که در شهرستان دیکلب، جورجیا واقع شده‌است.

## موقعیت جغرافیایی
موقعیت جغرافیایی شهرها و مناطق اطراف به شرح زیر است: